# Biure de Gaià
Biure de Gaià és un nucli de població del municipi de les Piles, a la Conca de Barberà, amb 27 habitants el 2005. És al peu de la serra de Montclar, comunicat per un curt tram de la carretera comarcal de Montblanc a Manresa.

## Història
El segle xii Biure era dels Aguiló. El 1151 un d'ells (Guillem, probable descendent de Robert d'Aguiló, príncep de Tarragona) donà els delmes que li pertocaven del castell de Biure a l'Orde de l'Hospital i a l'església de Sant Joan del lloc. Un any després donava al mateix Orde en mà de Ponç, frare hospitaler de Cervera, diferents drets senyorials i l'església de Sant Joan de Biure. El 1172, Masalt, la seva vídua, juntament amb els seus fills, es donaren a l'Orde de l'Hospital i feren més donacions a la casa hospitalera de Biure. De resultes d'aquestes i d'altres donacions, els hospitalers establiren una casa al lloc. Sembla que la casa de Biure, vers els anys setanta d'aquest segle xii, era una dependència de la comanda hospitalera de Cervera, car hi ha dues donacions al comanador de Cervera de terres de Biure —una de Bernat Durola l'any 1178 i l'altra de Bernat de Biure el 1181. També es fa palesa la situació de dependència de Cervera en les donacions fetes per Guillem d'Aguiló (fill de l'anterior), l'any 1193, i en el testament de Berenguer Guillem escrit el 1199.
El patrimoni hospitaler de Biure va anar creixent en el decurs del segle xiii a partir de donacions i d'operacions comercials dels hospitalers amb la família Aguiló. L'any 1277, l'Orde de l'Hospital assolí la jurisdicció alta i baixa sobre Biure i el lloc passà a dependre de la Comanda de l'Espluga de Francolí. El 1380, el gran prior de Catalunya comprà a l'infant primogènit, Joan, per 3.000 florins, en franc alou, tota la jurisdicció civil i criminal sobre Biure i altres llocs de les vegueries de Cervera, Montblanc i Lleida. El comanador de l'Espluga cedí la custòdia del castell a un carlà i a la parròquia, que sempre fou de patronatge de l'Hospital.
El segle xvi Biure depenia de la comanda de Barberà, car aquesta casa havia esdevingut la primera de les quatre cambres priorals amb què fou dotat el gran prior de Catalunya (el gran prior, tot i ser la primera dignitat de l'orde fins aleshores no disposava de patrimoni personal). Formaren la primera cambra prioral Barberà i les seves dependències (Pinetell, Pira, Ollers, Biure, Montbrió de la Marca, Vallverd de Queralt i el mas del Cogul. Sobre tots aquests llocs i llurs territoris, el gran prior tenia tota la jurisdicció alta i baixa.

### El castell

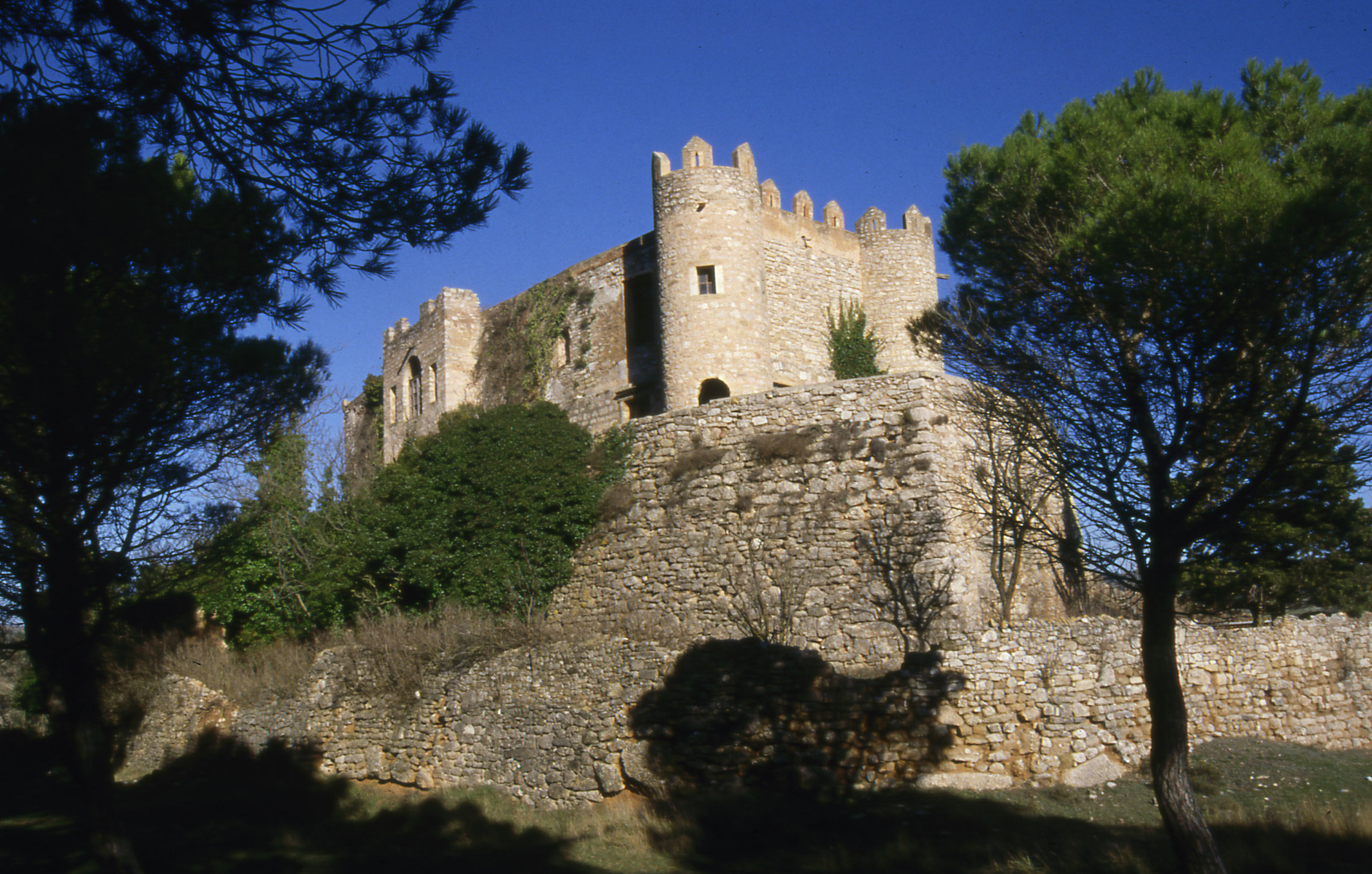
Castell de Biure de Gaià (Conca de Barberà), 2000

El castell de Biure fou bastit el segle xi. Actualment ha sofert moltes reformes que li donen un caire de palau. La fortalesa s'aixeca sobre un massís talús al cim del tossal que fa de recer al poble pel costat de llevant. Vist de lluny és espectacular, però un cop s'arriba al costat el viatger s'adona que és un edifici fet de nou fa pocs anys. No sabem què resta de l'antiga fortalesa documentada des del segle xi; tanmateix, semblen antigues part de les estructures interiors. En qualsevol cas, es nota que ha sofert diverses remodelacions al llarg de la història fins a arribar a l'aspecte actual que és el d'un castell neogòtic de pla quadrangular amb torres cilíndriques angulars.

### Església parroquial de Sant Joan
L'antiga església parroquial de Sant Joan fou enderrocada en el darrer quart del segle xviii i en el mateix indret fou bastida, seguint l'estil del darrer barroc, l'actual església. L'obra nova començà el 1775, amb anterioritat s'havia refet el campanar. L'església de Biure no fou solament parroquial d'un poble de senyoriu hospitaler, sinó que l'orde de Sant Joan de Jerusalem en tingué el patronatge i el va mantenir fins a la desamortització de Madoz (1855).

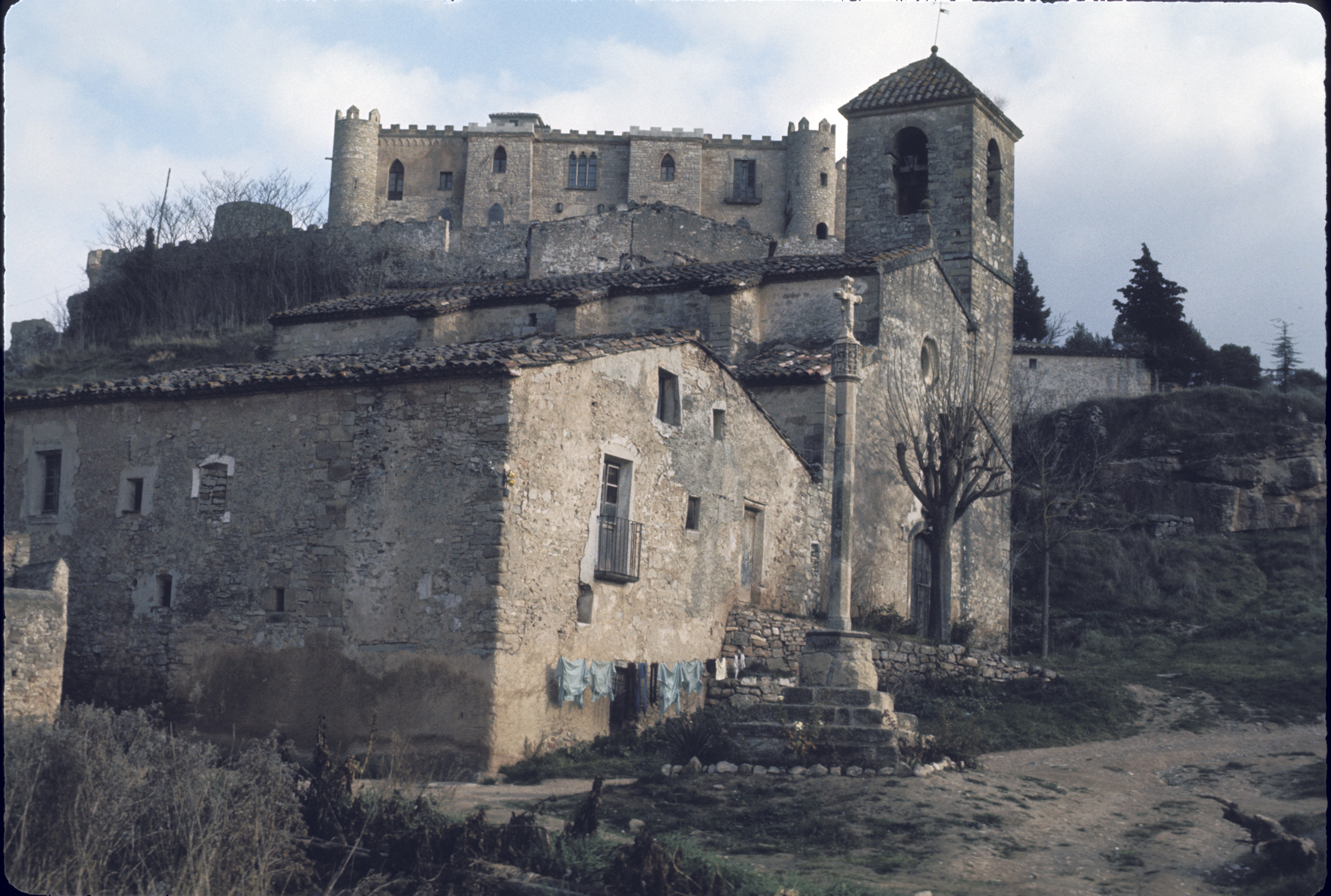
Biure de Gaià, 1977 amb l'antiga abadia dissortadament enderrocada

L'edifici és d'una sola nau, de planta rectangular, dividida en quatre trams per pilastres adossades en contraforts, entre els quals s'allotgen capelles laterals. Llevat del presbiteri que té volta d'aresta, la resta de la nau va coberta de volta de canó amb llunetes (lluneta) construïda amb rajola de pla (volta catalana). El campanar és una torre prismàtica de planta quadrada que ocupa el lloc de la primera capella del costat nord. La façana se situa al mur de ponent i mostra el típic contorn basilical que segueix simètricament els vessants de les teulades de la nau i de les capelles. La porta principal és al bell mig del frontispici, i al seu damunt seguint l'eix hi ha una fornícula i més amunt un òcul. La porta és conformada per un arc escarser de pedra. Coronant la fornícula (on antigament hi havia una imatge de Sant Joan), hi ha una pedra esculpida amb l'heràldica d'un comanador hospitaler, flanquejades per dues creus de Malta. Al peu d'aquesta pedra hi ha gravada la data de 1777. Al davant de la portalada fins a finals del segle passat hi havia una creu de terme de pedra del segle xiv o XV. Per tal de preservar-la se'n realitzà una còpia de pedra artificial i l'original es guardà a l'interior del temple.
La parròquia conserva una creu processional d'argent del segle xiv (actualment al Museu Diocesà de Tarragona).